# Abdülhamid II-moskee
Abdülhamid II-moskee is een moskee in de stad Djibouti. Het is tevens de grootste moskee in de Republiek Djibouti.

## Geschiedenis
Het idee voor de moskee werd in 2015 besproken tijdens een bijeenkomst van de president van Djibouti, Ismail Omar Guelleh en de Turkse president Recep Tayyip Erdoğan. Het werd voltooid in 2019 en werd gefinancierd door de Turkse stichting Diyanet. Het is vernoemd naar de Ottomaanse sultan Abdulhamid II. Het gebouw, gebouwd in Ottomaanse stijl, heeft een capaciteit van 6.000 personen.

## Architectuur
De moskee werd gebouwd op teruggewonnen land. In 2019 werd de moskee ingehuldigd. De inhuldiging werd bijgewoond door premier Abdoulkader Kamil Mohamed. De moskee is gebouwd in een Ottomaanse heroplevingsstijl. Het heeft twee minaretten met elk een hoogte van 46 meter en een centrale koepel met een hoogte van 27 meter.